# O2 Arena

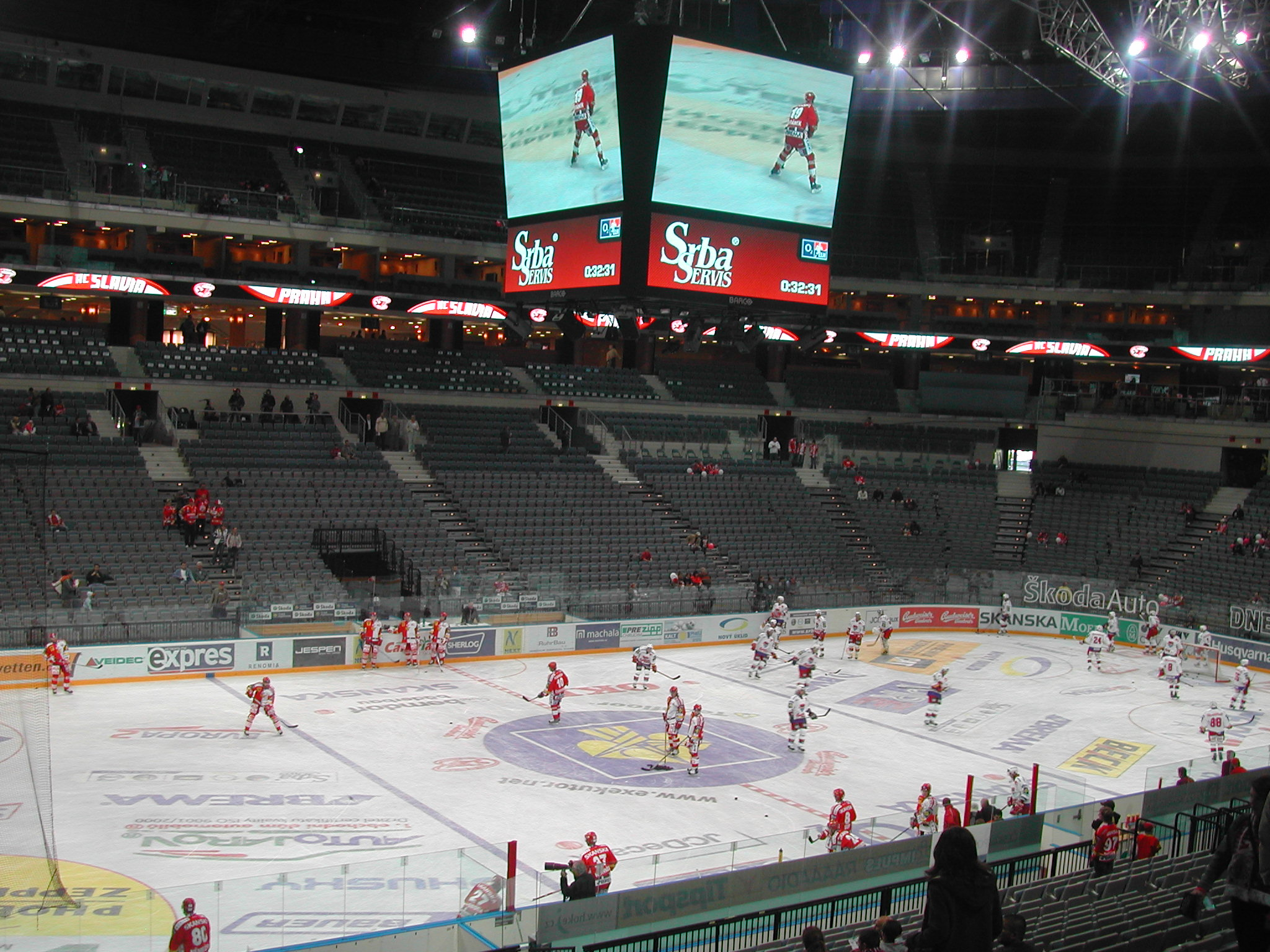
O_{2} Arena, widok podczas meczu hokejowego Slavii Praga w 2007

O2 Arena (w latach 2004–2008 Sazka Arena) – wielofunkcyjna hala widowiskowo-sportowa w Pradze (dzielnica Libeň), w Czechach.
Sponsorem tytularnym hali jest czeska sieć telekomunikacyjna Telefónica O2 Czech Republic.

## Dane techniczne
- Liczba pięter: 6
- Powierzchnia: 35 000 m²
- Pojemność: do 18 000 widzów
  - 17 413 (hokej na lodzie)
  - 20 180 (koncerty)
  - 11 000 (lekkoatletyka)
- Liczba miejsc parkingowych: 280
- Liczba ludzi mieszkających w rejonie hali: 1,5 do 1,8 miliona
- liczba skyboksów: 66

## Historia
Pomysł wybudowania areny narodził się po trzech z rzędu zwycięstwach reprezentacji Czech w Mistrzostwach Świata w Hokeju na Lodzie (1999–2001). Budowa hali rozpoczęła się we wrześniu 2002 roku i pierwotnie miała być wybudowana na Mistrzostwa Świata w Hokeju na Lodzie w roku 2003, ale z powodu problemów z inwestorem i opóźnieniem w budowie organizacja turnieju została przesunięta o rok, a w 2003 roku powierzono ją Finlandii. Budowę areny mimo także później napotykanych trudności udało się ukończyć w marcu 2004, co pozwoliło gościć Mistrzostwa Świata w kwietniu.

## Użytkowanie
O2 Arena została otwarta w 2004 roku, kiedy rozpoczęły się Mistrzostwa Świata w Hokeju na Lodzie 2004. W 2015 była areną lekkoatletycznych halowych mistrzostw Europy. W 2024 roku gości Mistrzostwa Świata w Hokeju na Lodzie i jest obiektem finałowym całego turnieju. 
Na co dzień hala służy klubowi hokejowemu Slavia Praga, który występuje w rozgrywkach Tipsport Extraliga. Obiekt posiada największą pojemność ze wszystkich uczestników tych rozgrywek. Z hali korzysta także inny praski klub hokejowy, HC Lev Praga, występujący w rozgrywkach KHL (w październiku 2012 roku pobito w niej ligowy rekord frekwencji - 16 304 widzów).
Ponadto w hali odbywają się wielkie koncerty gwiazd zagranicznych, kilkukrotnie w roku przed 18-tysięczną publicznością występowała Helena Vondráčková. Najwięcej osób oglądało i słuchało na żywo jednak koncert Metaliki w 2018 roku. Ustanowiono wtedy rekord frekwencji hali, który wynosi 20 174 osób.